# Aeropuerto Internacional de Annobón
Aeropuerto Internacional de Annobón es el nombre que recibe un aeropuerto en el norte de la isla de Annobón (Región insular) cerca de la localidad de San Antonio de Palé en el sur del país africano de Guinea Ecuatorial.

## Descripción general
Empezó como una pista modesta y corta, motivo por el cual se dificultaba el transporte por vía aérea, en 2008 se produjo un accidente con varios muertos, lo que impulsó la ampliación y modernización del aeropuerto en obras que concluyeron en el año de 2012 con un costo de 100 millones de euros y a cargo de las empresas Somagec y General Work. Fue inaugurado el 15 de octubre de 2013 en presencia del Presidente de Guinea Ecuatorial, Teodoro Obiang Nguema Mbasogo.